# Rebecq
Rebecq (hollandul Roosbeek, vallonul Ribek) város és azonos nevű járás a vallóniai Vallon-Brabant tartományban, Nivelles körzetben található. A városnak 10 241 lakosa van (2006. január 1-jei adat), területe 39,08 km², népsűrűsége 262 fő/km².
A város a francia kulturális közösséghez tartozik, lakosainak anyanyelve a francia. A járáshoz tartozó területen található Bierghes (hollandul Bierk, vallonul Bièrk) település lakosai flamand nyelvűek.
A város Brüsszeltől délnyugatra, mintegy 27 kilométerre található a Senne-folyó völgyében, Vallónia hegyes-völgyes, vidékies részén.
A járás 1977-ben alakult meg, amikor számos környező települést egy közigazgatási egységbe vontak össze. A járás mai részei Rebecq-Rognon, Quenast és Bierghes. Ebben az időpontban a szomszédos Wisbecq falu területének egy részét Bierghes-hez csatolták.

## Története
A város Brüsszeltől nem messze, a brabanti hegyes-völgyes tájon átvezető Senne völgyében található, ezért már a középkortól kezdve fontos szerepet játszott a környék történelmében.
Az első meghatározó időpont Rebecq történetében 877. július 9.: ezen  a napon említik először Kopasz Károly német-római császár és nyugati frank király egyik oklevelében.
A város történelmében meghatározó szerep jutott a közeli Trazegnies urainak, illetve a 11. századtól kezdve Enghien urainak, akik közül Engelbert az Hainaut-i grófság hűbérese lett. Ettől fogva hosszú ideig a rebecqi fejedelemség az enghieni bárók brabanti birtokainak része volt.
A 17. században az Arenberg család jutott Rebecq birtokába, beleértve a vízimalmot, amely a település büszkesége volt.
1824-ben a szomszédos Rognon település összeolvadt a lényegesen nagyobb, népesebb és gazdagabb Rebecq-kel, amelynek területe teljes mértékben körbefogta Rognont. Ettől fogva a város hivatalos megnevezése Rebecq-Rognon volt.
A 19. században a Solvay család játszott jelentős szerepet Rebecq életében. Ernest Solvay, a róla elnevezett kémiai eljárás feltalálója, itt született 1838-ban. Az eljárás révén lehetővé vált a nátrium-karbonát ipari méretű előállítása, és a Solvay-művek révén Ernest hamarosan jelentős vagyonra tett szert. Szülőháza máig fennmaradt.
1977-ben a belga közigazgatási reform keretén belül Rebecq-et összevonták a környező településekkel, Quenast és Bierghes falujával.

## Testvérváros
- Monghidoro, Olaszország

Ebből a faluból számos olasz bányász érkezett a Rebecq-hez közeli Quenast falujába, ahol a porfirbányában dolgoztak.

## Helyi nevezetességek, látnivalók

### Az Arenberg-vízimalmok
A Senne-folyó vízi energiáját már a középkor óta felhasználták szemes termények őrlésére. Amikor a 17. században az Arenberg család megszerezte a rebecqi fejedelemséget, ezzel együtt birtokába jutottak a városban működő vízimalmoknak, amely ezután a család nevét őrizte. A város 1973-ban megvásárolta az épületegyüttest és ipari múzeumot alakított ki.
A nagy malom
A Senne bal partján található épület kb. hatszáz éves, mivel egy 1411-re datált oklevélben már említik: "a malom mely megőrli Rebecq búzáját". Az épület az Enghien fejedelmek tulajdonában állt és a fejedelem előjoga volt a malom használatáért díjat beszedni. Minden hat évben a fejedelem árverésen bocsátotta ki a malom bérleti jogát, majd a bérleti időszakban a molnár volt köteles beszedni a használati díjat. Az Arenberg család 1606-ban jutott a malom birtokába.
1756-ban az akkori molnár, Jean-François Wijvekens az Arenberg herceg engedélyét kérte, hogy a folyó jobb partján egy második malmot építsen. A herceg ehhez hozzájárult és még a malom felépítésének költségeit is állta.
A francia forradalom során a köztársaság hadserege megszállta Belgiumot és eltörölte a nemesi előjogokat, és ennek következtében az Arenbergek, bár megtarthatták a malmot, de kénytelenek voltak bérbe adni. 1853-ban egy tűzvészben a nagy malom egy része megsemmisült, az újjáépítést követően (amely mintegy 7 évig tartott) a malom lakói és üzemeltetői utód nélkül kihaltak. Ekkor az Arenberg család a malmot eladta Valentin-Joseph Minne helyi nagybirtokosnak, aki egyik fiára bízta a malom irányítását.
1860-ban a malomnak két nagy, 7,5 méter átmérőjű vízikereke volt, amelyek három pár malomkövet hajtottak az erőátviteli szerkezet segítségével. A malom szinte kizárólag árpát és rozst őrölt.
A 19. század vége felé a szemes termények őrlését felváltotta a mesterséges selyem előállítása és ennek megfelelően átépítették a malmot. A téli időszakban fellépő vízhiány enyhítésére gőzgép hajtotta a szerkezetet, amelynek kéménye a mai napig látható. A mesterséges selyem előállítása csak rövid ideig, 1910-ig volt sikeres, utána a malmot takarmánygabona őrlésére és tárolására használták, egészen 1964-ig.
A nagy őrlőtérben alakították ki a malom-múzeum fő helységét, amelyhez csatlakozik még három kisebb terem, illetve a Porfirmúzeum. Az épületegyütteshez tartozik még a helyi könyvtár és a söröző épülete, utóbbiban a helyi Lefebvre sörfőzde termékeit lehet megkóstolni.
A kis malom
A kis malom 1756-ban épült a Senne jobb partján, kezdetben vödrös vízkerékkel működött, amit 1925-ben egy vízturbina váltott fel. A malmot elsősorban búza őrlésére tervezték, és a vízikerék két pár malomkövet hajtott meg. További két pár malomkereket a 19. században adtak a szerkezethez.
A kis malom gépezete ma is működőképes és a gabona feldolgozásának, őrlésének minden lépését nyomon lehet követni. A kis malom melléképületei közül ma is állnak az istállók, amelyeket a 19. században felújítottak. Az egyik épületben a la Maison de la Bière (A sör háza) kiállítás kapott helyet, ahol a sör készítését lehet tanulmányozni, beleértve a helyi sörfajták kóstolását is.

### Porfir-múzeum
Számos régi fotó, könyv, oklevél, szerszám és mindennapi használati tárgy tanúskodik a közeli porfirbányák működéséről és a bányászok életéről. A kiállítás elsősorban a Quenast, Bierghes falvak közelben található kőfejtők történetét, illetve a porfir felhasználását mutatja be.

### Kórházak
Az ispotály épületei szintén a Senne-folyó mellett, az Arenberg-malommal szemben találhatók.
Az első ispotályt 1302-ben alapította Mary Rethel, aki Walter rebecqi fejedelem özvegye volt. A jelenlegi épületegyüttes magában foglalja a 16. századi épületeket, egy késő gótikus kápolnát és az épségben fennmaradt, eredeti bútorzatot.
A kápolna a Szt. Erasmus nevéhez fűződő zarándoklat célpontja volt, a kápolnán belül egy festmény a szent életét és mártíromságát mutatja be.
Sajnálatos módon a kórház épületegyüttesének nagy részét 2003-ban egy tűzvész elpusztította, és a maradványok jelenleg is felújításra várnak. Az egész épületegyüttes a vallon kulturális örökség része 2006 áprilisától.

### Grand Place és környéke
A város főtere, a Grand Place környékén számos, igen szép állapotban fennmaradt polgári otthon található. A tér északi részén, a templomtól balra található az 1938-ban épített városháza épülete.
A városháza kertjében állították fel a Solvay testvérek szobrát. Ernest és Alfred Solvay fedezték fel a nátrium-karbonát ipari méretű előállítására alkalmas ammónia-szóda eljárást. A Solvay család háza ma műemléki védettséget élvez, és a Grand Place-tól nem messze, a Rue Sauniers 8 alatt található.

## A Szent Gaugericus-templom
A városháza mellett áll a neoromán stílusú Szent Gaugericus-templom, amely a környező házak fölé magasodik 56 méter magas tornyával. A templomot 1867-ben építették a helyi építész, Émile Coulon tervei alapján a régi templom felváltására. Ez utóbbi a 16. századból származott és a 19. századra már nem volt képes befogadni a helyi híveket.
A templom belsejét teljesen felújították és eredeti formájában állították vissza a falfestményeket és a festett oszlopokat.

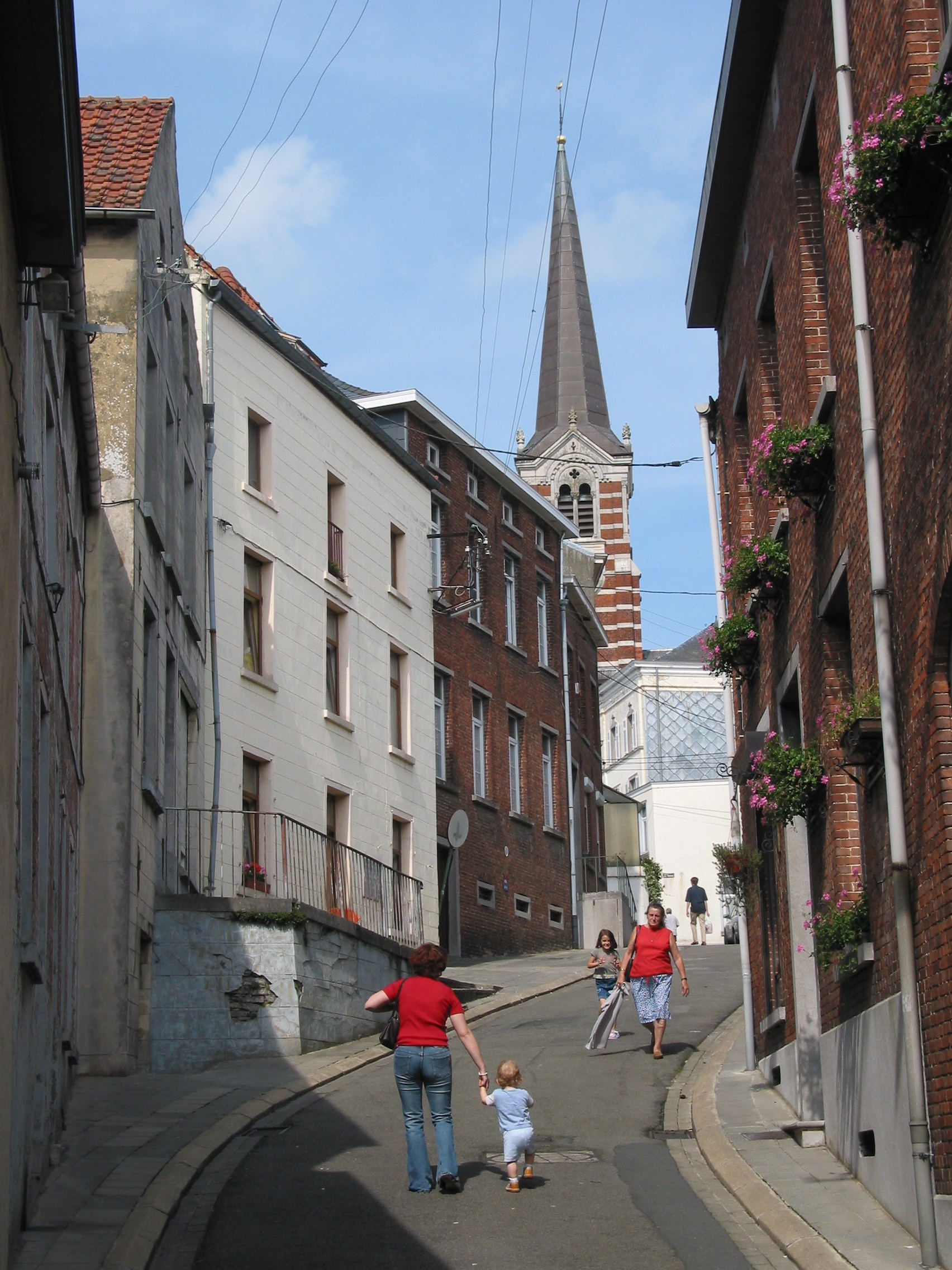
Rebecq, a Rue Neuve utca
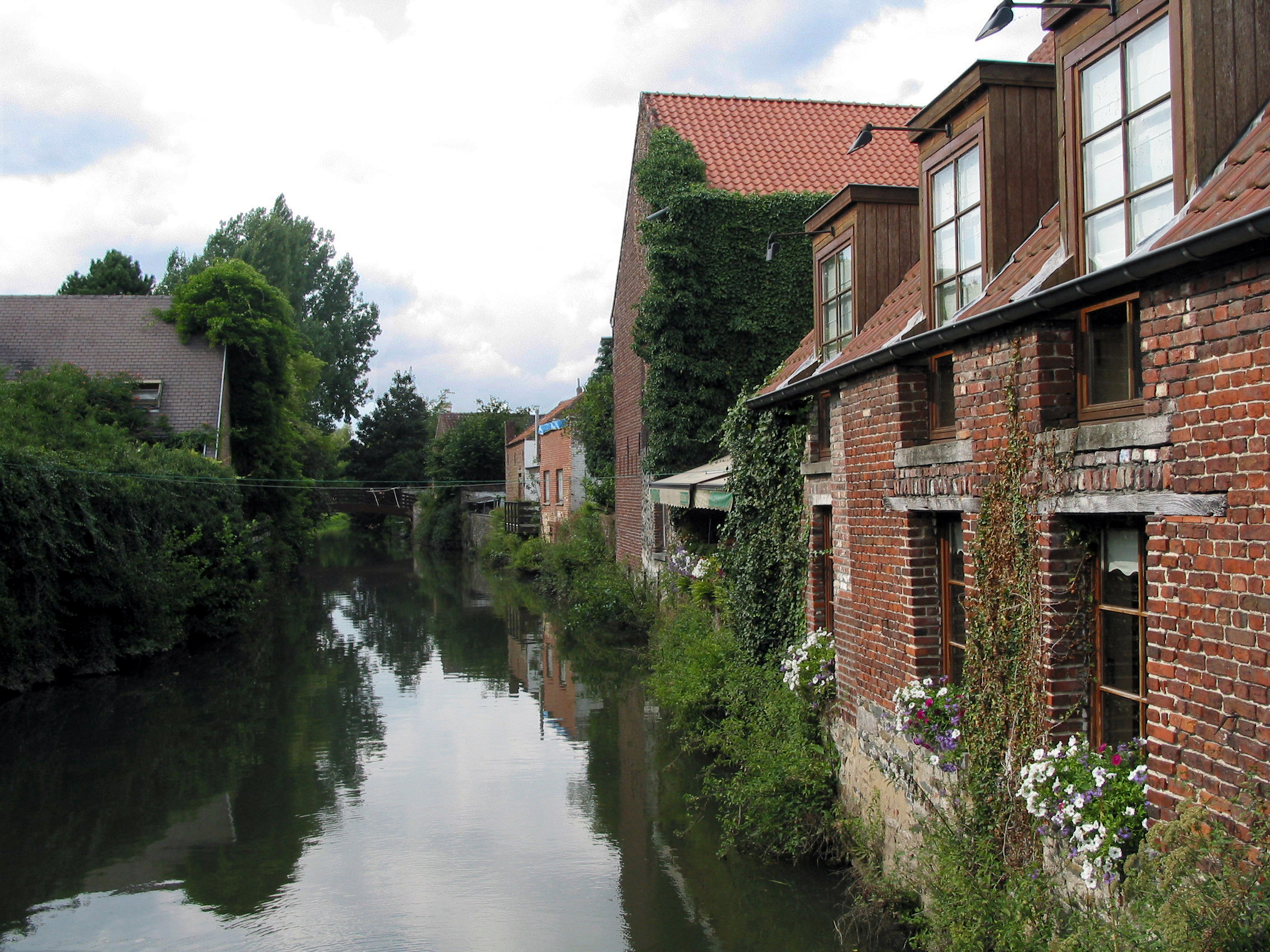
Rebecq, a Senne-folyó és az Arenberg vízimalom
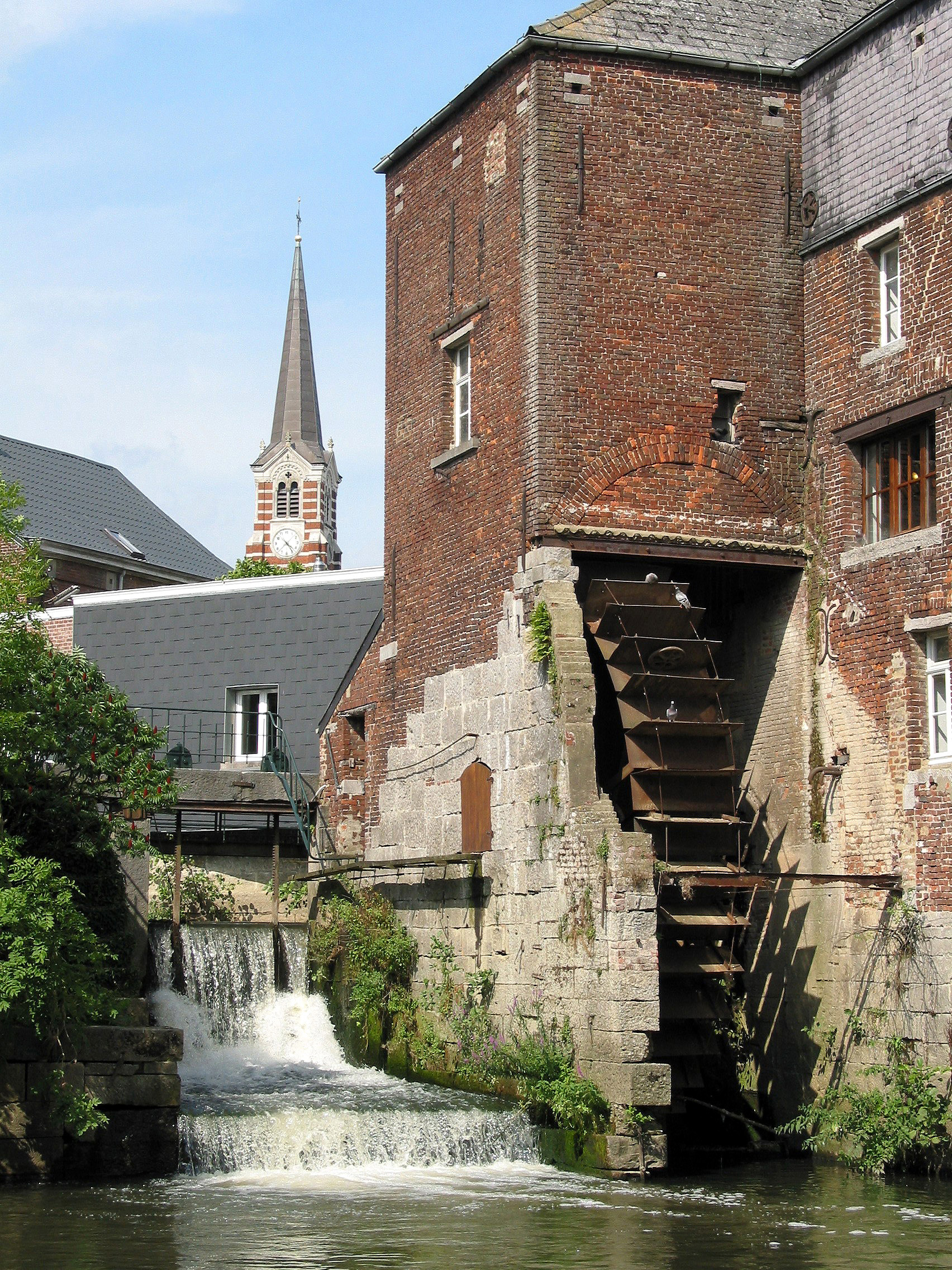
Rebecq, a Grand Moulin d'Arenberg vízkereke és a nagy malom épülete
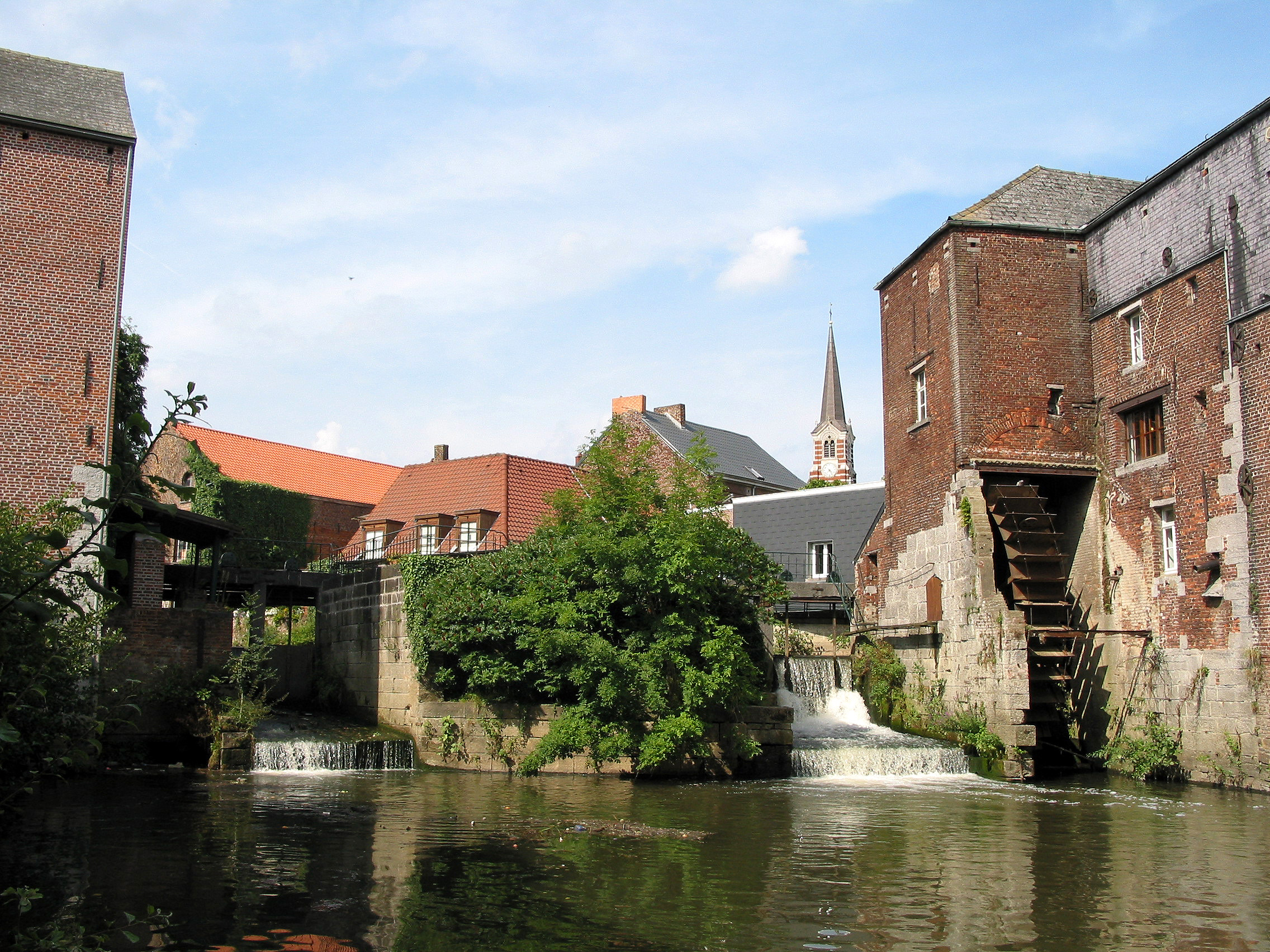
Rebecq, az Arenberg nagy malom
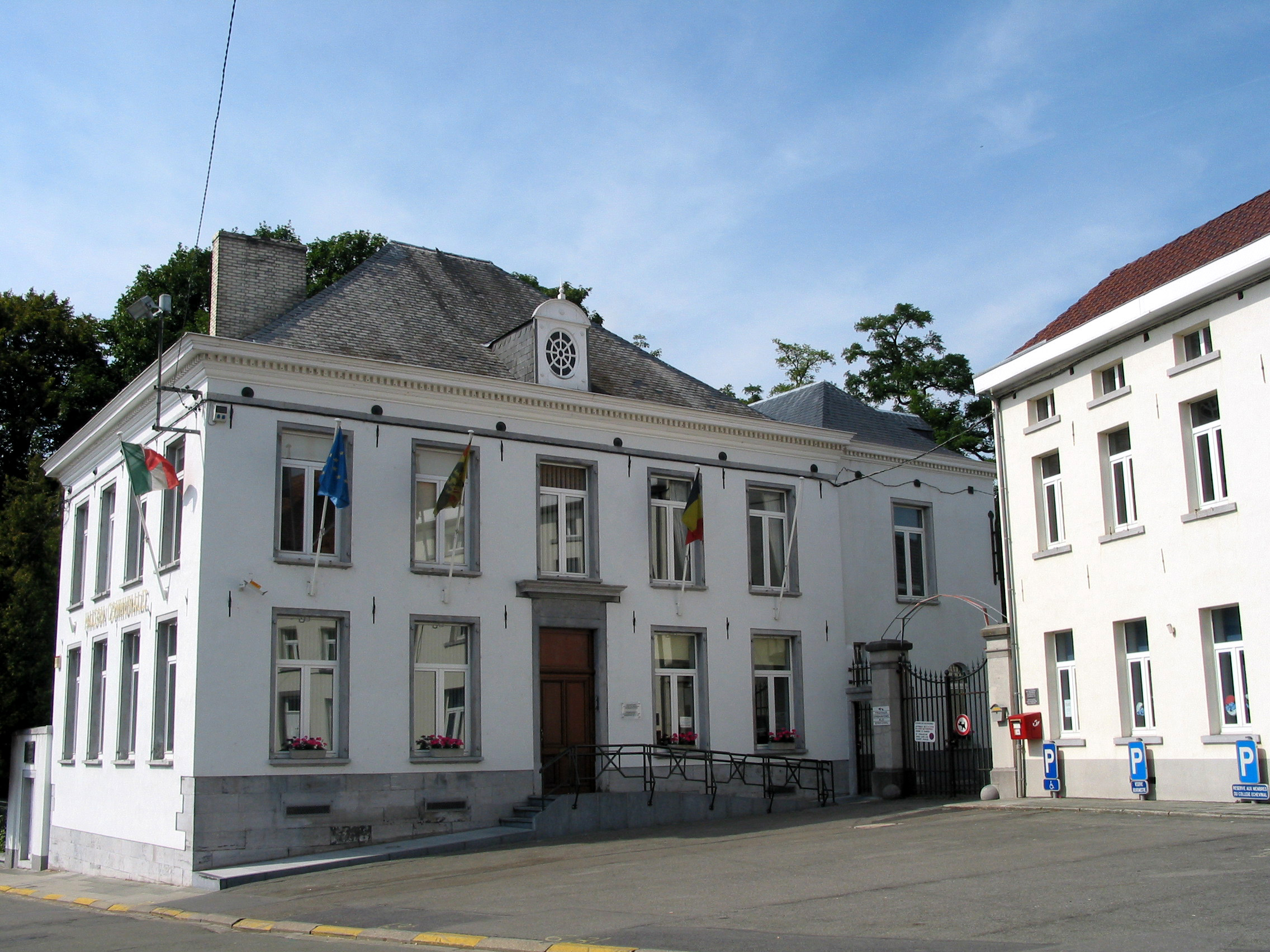
Rebecq, a városháza
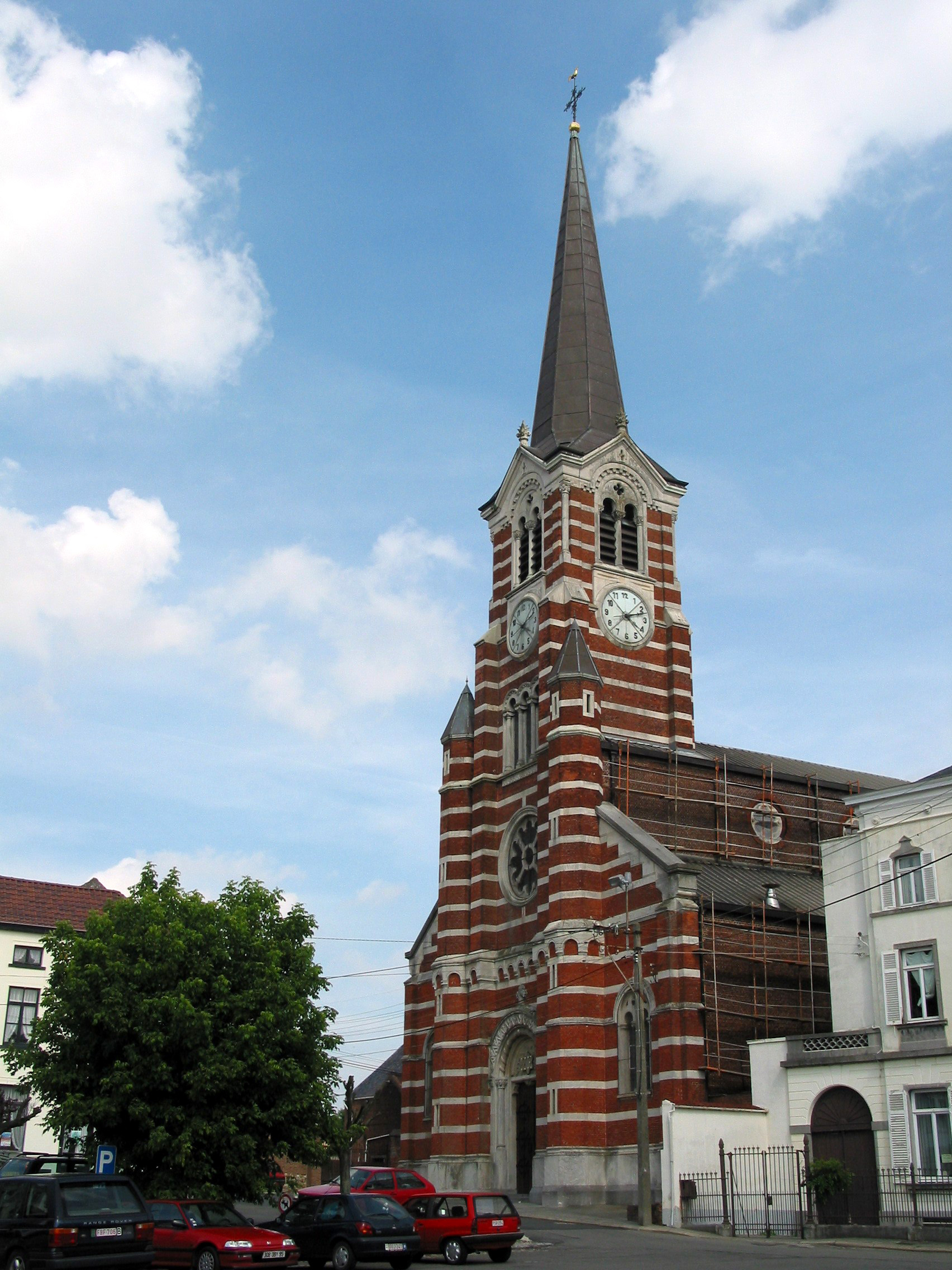
Rebecq, a Szent Gaugericus-templom (1867)

## Fordítás
- Ez a szócikk részben vagy egészben  a   Rebecq című francia Wikipédia-szócikk fordításán alapul.  Az eredeti cikk szerkesztőit annak laptörténete sorolja fel. Ez a jelzés csupán a megfogalmazás eredetét és a szerzői jogokat jelzi, nem szolgál a cikkben szereplő információk forrásmegjelöléseként.
- Ez a szócikk részben vagy egészben  a   Rebecq című angol Wikipédia-szócikk fordításán alapul.  Az eredeti cikk szerkesztőit annak laptörténete sorolja fel. Ez a jelzés csupán a megfogalmazás eredetét és a szerzői jogokat jelzi, nem szolgál a cikkben szereplő információk forrásmegjelöléseként.

## Külső hivatkozások
- A város hivatalos honlapja
- Institut du patrimoine wallon